# Jószágcsere
A jószágcsere (cambium) az 1848 előtti magyar magánjog sajátos intézménye volt, amire különös szabályok álltak fenn. A jószágcserének helye volt akkor, amikor két jószág tulajdonosa kényelmesebb használat végett jószágot cserélt. A lényegéhez tartozott, hogy a jószágok értékében nevezetes különbség ne legyen. A jószágcsere lehetett tiszta (cambium purum) vagy vegyes (cambium mixtum), a szerint, amint a jószág jószágért adatott vagy az esetleges csekélyebb értékkülönbség pénzzel kiegyenlíttetett. Ha a különbség oly nagy volt, hogy a cserélő fél nagyobbára pénzt kapott, ez álcsere (cambium simulatum). A jószágcsere továbbá lehetett örökös vagy ideiglenes, mely utóbbi zálog természetével bírt. Ha az okiratba a felek ezt a záradékot: «Semmi jogot és jogtulajdont fenn nem tartván» ("nullum jus nullamve juris proprietatem retineundo") fel nem vették, ennek hatása az volt, hogy ha az egyik cserélő fél magzat nélkül elhalt, a másik előbbi állapotba visszahelyezést kívánhatott. A cserébe kapott jószág a cserébe adott jószágnak természetet vette fel ("cambium naturam cambiati induit"). Adományi javaknál a jószágcsere a királyi fiskust nem kötelezte, ha csak a felek királyi jóváhagyást nem kértek és nem kaptak. Jószágcserét magánpecsét alatt is lehetett kötni.